# Sty Wick

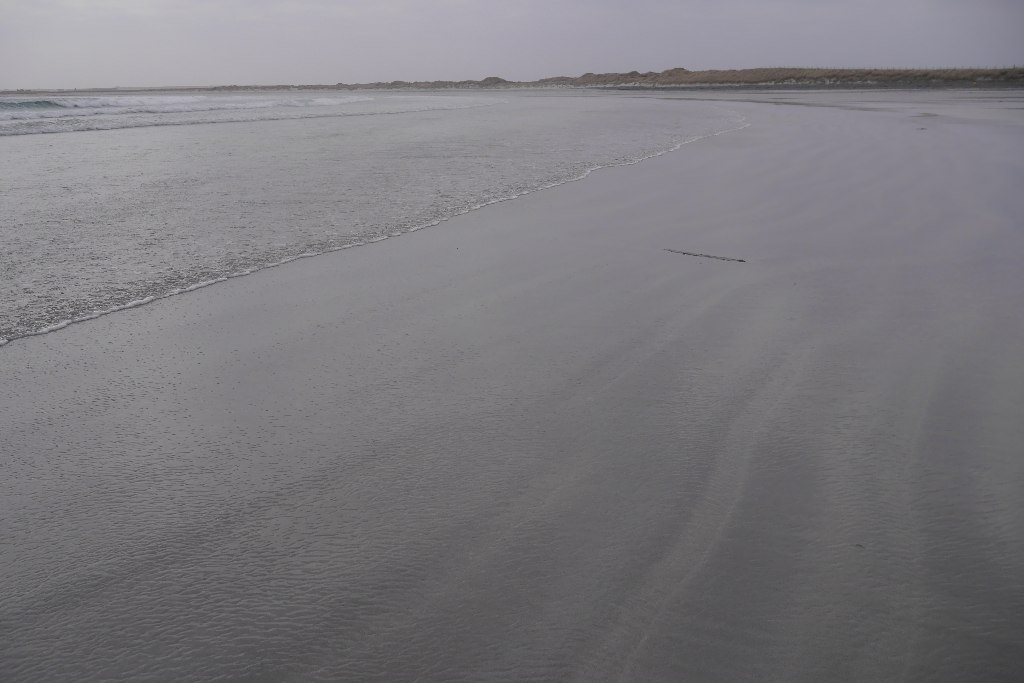
Am Strand der Bucht

Der Sty Wick ist eine Bucht, die im Norden der zu Schottland zählenden Orkneyinseln liegt.

## Geographie
Die Sty Wick liegt an der südlichen Küste der Insel Sanday. Begrenzt wird sie durch die Els Ness im Südwesten. Im Nordwesten geht sie, mit einem Tombolo, über in die Little Sea. Im Osten folgt mit der Bay of Tresness eine weitere Bucht.

## Historisches
Im Rahmen der historischen Gliederung Schottlands in Civil Parishes zählt der Sty Wick zu Lady.